# Michael Massey
Michael Massey (Palos Park, Illinois, 22 de marzo de 1998) es un jugador profesional estadounidense de béisbol que se desempeña en la posición de segunda base en Kansas City Royals, equipo de las Grandes Ligas de Béisbol (MLB).

## Carrera
Fue seleccionado en la cuarta ronda en el Draft de la MLB de 2019. En 2022 hizo su debut profesional con el equipo Kansas City Royals, donde lleva jugando tres temporadas.